# 조지 플로이드 시위
조지 플로이드 시위(영어: George Floyd protests)는 조지 플로이드 사망 사건에 항의하는 일련의 시위와 소요를 말한다. 시위는 미니애폴리스 경찰국 경찰관 데릭 쇼빈이 조지 플로이드의 목을 무릎으로 8분 46초 동안 눌러 죽음에 이르게 한 다음날인 2020년 5월 26일에 미니애폴리스에서 시작됐다.
6월 1일을 기준으로 미국 전역의 200여 개 도시와 전 세계 각지에서 플로이드를 위한 정의와 가해 경찰의 처벌, 지나친 경찰 폭력 반대를 외치는 시위가 일어났다. 적어도 주요 도시 12곳에서 약탈과 반달리즘을 막고자 5월 30일 저녁부터 야간 통행금지를 선포했다. 6월 2일 기준으로 미네소타주를 포함한 24개 주의 주지사들과 워싱턴 D.C. 시장이 미국 국가경비대의 투입을 요청했고, 17,000명 이상의 국가경비대원들이 투입됐다. 적어도 1만 4천 명이 시위로 체포됐다.

## 배경

### 미국의 경찰 폭력
미국 경찰관들의 지나친 폭력은 미국에서 오랫동안 민권 운동의 대상이었고, 많은 운동가들은 경찰이 물리력을 지나치게 사용한 일어난 사건들에서 경찰의 책임 부족에 항의했다. 1965년의 와츠 폭동은 경찰이 흑인 민권 운동에 폭력적으로 대응하며 일어났고, 34명의 사망자 가운데 대부분은 아프리카계 미국인이었다. 1992년 로스앤젤레스 폭동은 로드니 킹에게 지나친 물리력을 행사한 책임이 있는 경찰관들이 무죄를 선고받자 일어났다. 2014년에 뉴욕에서 있었던 에릭 가너 피살 사건에서 에릭 가너도 플로이드와 비슷하게 '숨을 쉴 수 없다'고 말하며 죽었다. 2020년 3월에 켄터키주 루이빌에서 아프리카계 미국인 여성 브리오나 테일러가 경찰관의 총격으로 죽은 사실도 널리 알려졌다.

### 코로나19 범유행
코로나19 범유행으로 수천만 명의 미국인이 일자리를 잃고 재정상의 어려움을 겪었다. 미네소타주 검찰총장 키스 엘리슨은 "사람들은 두 달 동안 갇혀 있어 안정감을 느끼지 못한다. 그들 가운데 일부는 일자리가 없고, 일부는 집세가 있다. 그들은 화가 났고 불만스러워 한다."고 말했다.
2020년 4월에 미네소타주를 포함한 미국의 일부 주에서 봉쇄 반대 시위가 열렸고 주지사들에게 일부 규제를 풀 것을 요구했다.

### 조지 플로이드 사망 사건

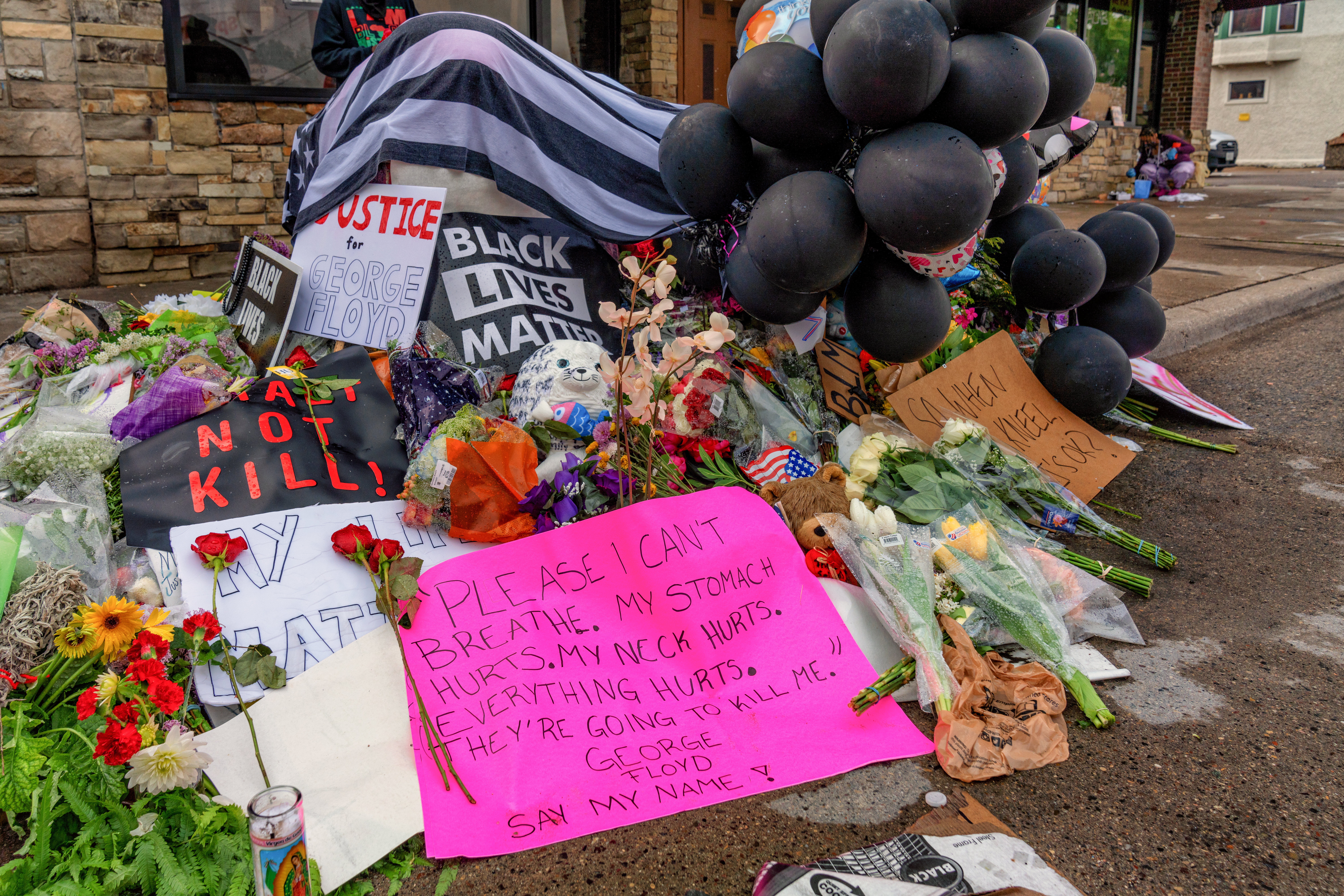
조지 플로이드가 죽은 곳에 마련된 추모 장소(2020년 5월 27일 미니애폴리스)

2020년 5월 25일 오후 8시 8분 미니애폴리스 경찰국 경찰관들은 위조지폐 사용이 의심된다는 911 전화를 받고 출동했다. 경찰에 따르면 46세 아프리카계 미국인 남성 조지 플로이드는 근처 자동차 안에 있었고, 경찰관들이 플로이드에게 자동차 밖으로 나오라고 명령했을 때 그가 물리적으로 저항했다고 주장했다. 근처 식당의 감시 카메라에는 플로이드가 경찰관을 처음 마주한 순간부터 제압당할 때까지 물리적 저항을 하지 않은 모습이 찍혔다.
행인이 페이스북 라이브 생방송 스트리밍으로 녹화한 영상에는 48세 백인계 미국인 경찰관 데릭 쇼빈이 플로이드를 바닥에 엎드리게 하고 무릎으로 목을 누르는 모습이 찍혔다. 플로이드는 쇼빈에게 계속 "제발요.", "숨을 쉴 수 없어요."라고 말했다. 시간이 흐르고 행인은 플로이드가 코에서 피를 흘리고 있다고 말했고 다른 행인은 플로이드가 지금 당장 저항하고 있지도 않고 있다고 경찰관에게 말했지만 경찰관은 행인들에게 플로이드가 말을 하고 있으니 괜찮다고 말했다. 행인은 괜찮지 않다고 대답했다. 그 뒤 행인은 경찰관이 플로이드가 숨을 쉬지 못하게 하고 있다고 항의하며 경찰관들에게 "그를 일으켜라. … 당신은 그를 지금 자동차 안으로 들여보낼 수 있지 않느냐. 지금 그는 체포에 저항하고 있지도 않다."고 말했다. 그 뒤 플로이드는 말과 행동이 없어졌다. 구급차가 도착했지만 쇼빈은 구급대가 플로이드를 들것으로 옮기기 전까지 무릎을 치우지 않았다. 쇼빈뿐만 아니라 다른 경찰관들도 플로이드를 무릎으로 제압한 사실이 다른 동영상을 통해 밝혀졌다.
의료진들은 플로이드가 맥박이 없다는 것을 확인했고, 플로이드는 병원에서 사망이 선고됐다. 5월 26일에 시신의 검시가 이루어졌고, 다음날 헤너핀군 검시관실의 예비 보고서가 나왔는데 외상 질식이나 목졸림을 진단할 만한 신체적인 소견은 없다고 적혔다. 플로이드는 기저 질환으로 관상동맥질환과 고혈압성 심장병을 가지고 있었고, 최초 보고서 따르면 경찰의 제압과 플로이드의 기저 질환, 그리고 중독성 약물의 가능성이 겹친 것이 그의 사망을 초래했을 것이라고 했다. 그러나 6월 1일에 플로이드 가족이 선임한 검시관은 플로이드의 사인을 살인으로 규정하고 지속적인 압박으로 인한 질식으로 사망했다고 말했다. 얼마 뒤 공식 검시 보고서는 플로이드의 사망을 살인이라고 밝혔다.

## 미니애폴리스-세인트폴 시위

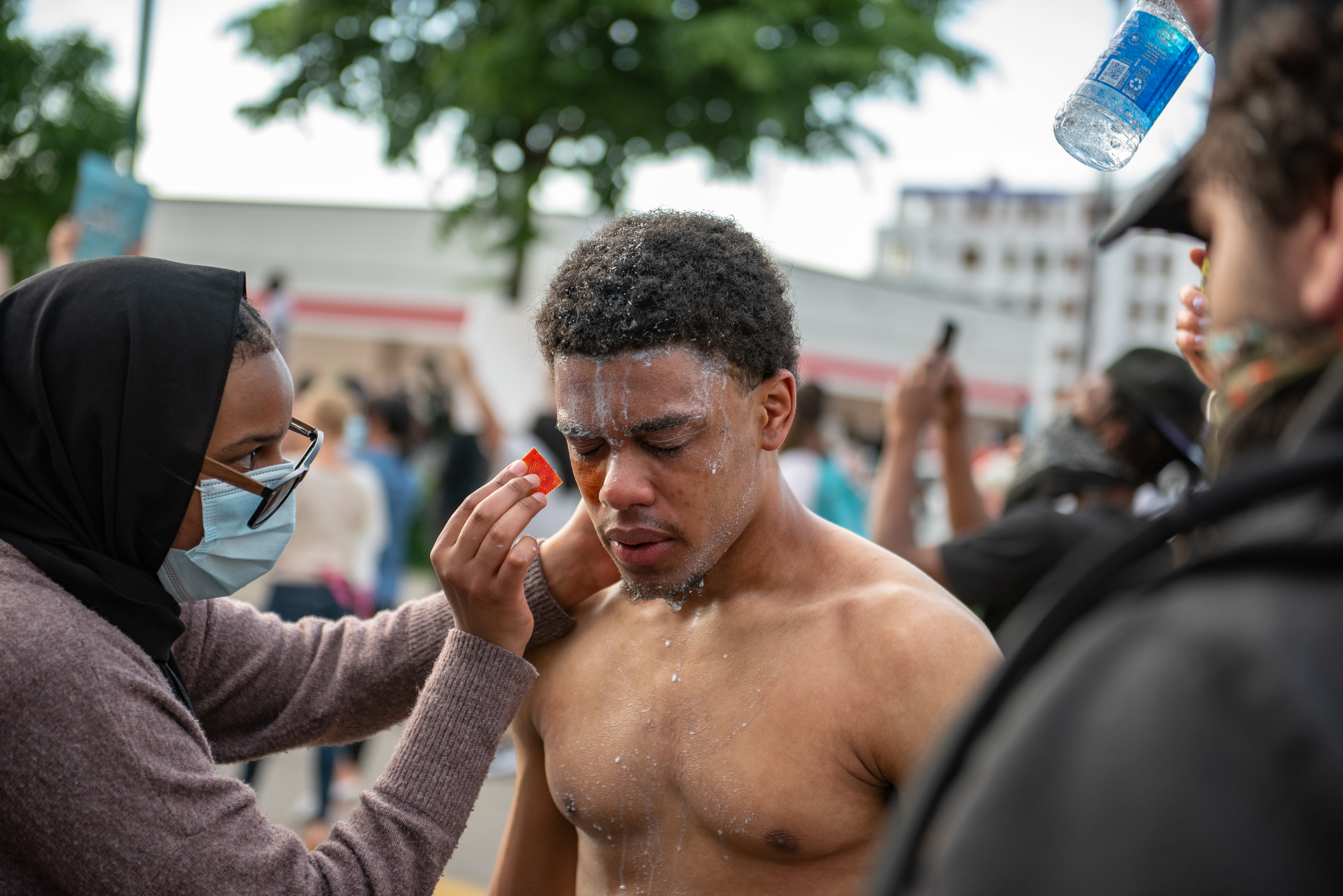
화학 자극물을 뒤집어쓴 시위자를 치료하는 길거리 의사(2020년 5월 27일 미니애폴리스)

플로이드가 죽은 다음날인 5월 26일 정오 무렵 시위가 시작됐다. 많은 가게들이 약탈당했으며 습격을 받고 불에 탄 곳도 있었다. 미니애폴리스 경찰국 제3관할 경찰서에 모인 시위대는 몇몇 시위자들이 고무탄과 최루제를 쏜 경찰관들과 충돌하는 것을 목격했다. 미니애폴리스 시장 제이컵 프라이는 5월 28일에 비상사태를 선언했으며 500여 명의 미네소타주 국가경비대원들이 미니애폴리스-세인트폴 일대에 배치됐다. 아침에 이르러 서른 곳이 넘는 가게들이 시위대의 습격으로 피해를 입었다. 세인트폴 경찰국은 5월 28일에만 170곳이 넘는 가게들이 약탈을 당했거나 피해를 입었으며 수십 곳이 불에 탔다고 보고했다. 미니애폴리스 경찰국 제3관할 경찰서 경찰관들은 시위대로부터 경찰서를 지키고자 최루제를 발사하며 버텼지만 5월 28일 오후 11시 즈음에 경찰관들이 경찰서에서 철수하자 시위대가 경찰서 안으로 들어가 불을 질렀다. 5월 29일 오전 5시 11분 즈음에 아프리카계 미국인이자 콜롬비아계 CNN 기자 오마르 히메네스가 생방송으로 현장을 중계하던 가운데 카메라 기자들과 함께 미네소타주 경찰에게 체포됐다.
플로이드가 죽은 뒤 며칠 동안 수백 명의 시위대가 데릭 쇼빈의 집 앞 차도에 모여 시위를 벌여 경찰이 출동했다.
5월 29일에 미네소타주 주지사 팀 월즈는 미니애폴리스와 세인트폴에 5월 29일과 5월 30일에 오후 8시부터 오전 6시까지 통행금지령을 발동했다. 미니애폴리스 시장 제이컵 프라이도 비슷한 통행금지령을 발표했다. 5월 29일 데릭 쇼빈은 3급 살인과 2급 과실치사 혐의로 기소됐다. 기소 소식과 통행금지령 발표에도 불구하고 5월 29일 저녁과 5월 30일 아침에 시위가 일어났다.
5월 30일 기준으로 2,500여 명의 경찰관들이 투입됐고 50명이 시위와 관련해 체포됐다. 미국의 대통령 도널드 트럼프는 팀 월즈에게 필요하다면 미군을 지원하겠다고 확언했다.

## 다른 지역에서의 시위
미국의 도시 수백여 곳과 미국 밖의 지역에서도 정의 실현과 Black Lives Matter를 주장하고 경찰 폭력에 반대하는 동시다발적인 시위가 일어났다. 평화 시위였던 많은 시위들은 미니애폴리스-세인트폴 시위가 거세지고 경찰의 대응 수위가 높아지자 폭력적으로 변했다.
런던과 베를린, 파리, 코펜하겐, 밀라노, 리우데자네이루, 더블린, 오클랜드, 토론토, 크라쿠프, 퍼스 등지에서도 시위가 있었다.

## 병력 동원

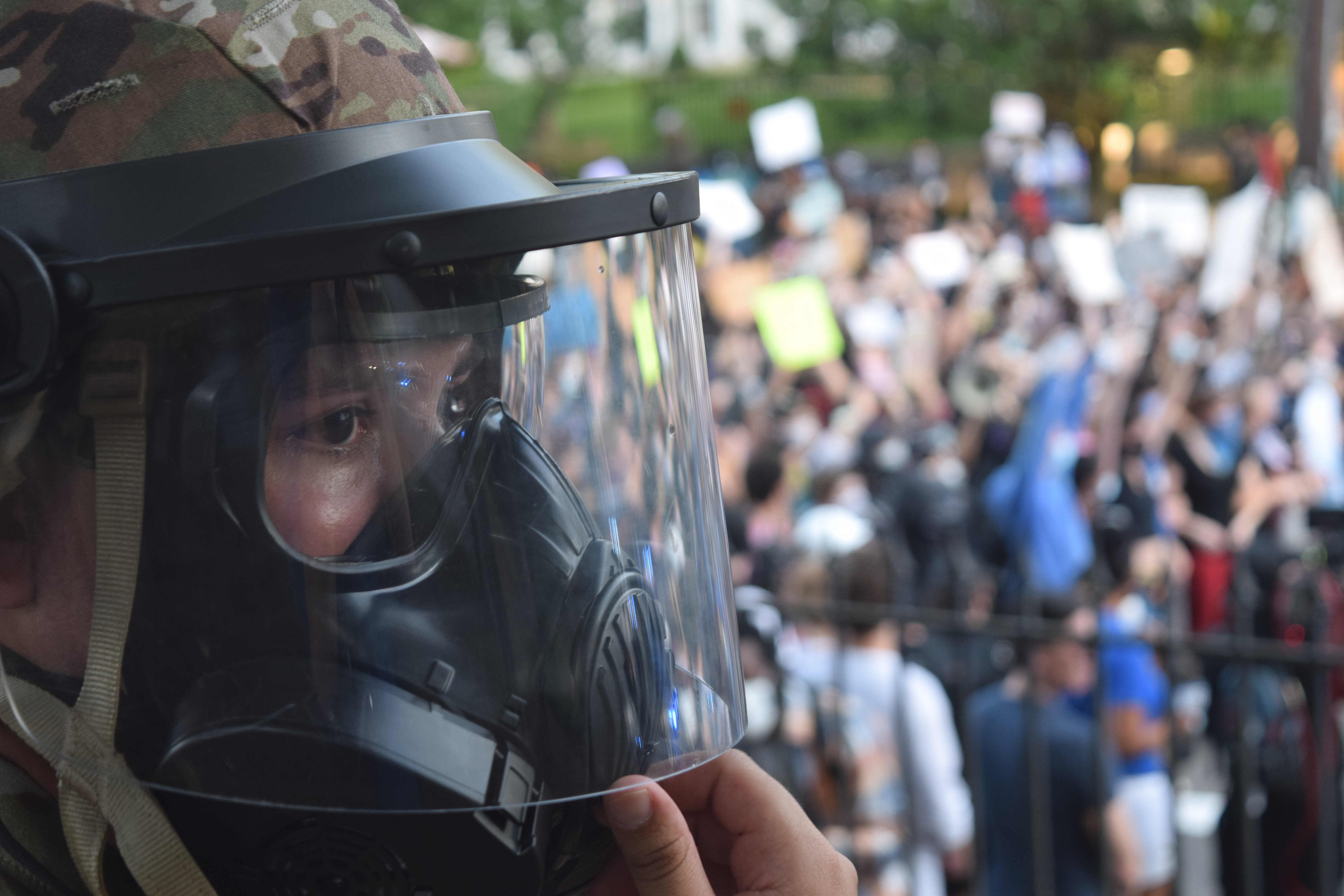
시위 현장의 조지아주 국가경비대 헌병(2020년 5월 30일 애틀랜타)

6월 2일 기준으로 미네소타주를 포함한 24개 주의 주지사들과 워싱턴 D.C. 시장이 미국 국가경비대의 투입을 요청했고, 17,000명 이상의 국가경비대원들이 투입됐다. 주지사들과 시장들은 국가경비대를 투입하고 야간 통행금지를 발표하고 있는데, 이 정도의 큰 규모로 통제하는 일은 1968년에 마틴 루터 킹 주니어가 암살됐을 때 뒤로 처음이다.
미국의 대통령 도널드 트럼프는 6월 1일 연설에서 다음과 같이 말하며 미군 병력을 투입할 가능성을 내비쳤다.
| “ | 각 주와 시에서 거주민들의 생명과 재산을 보호하는 데 필요한 조치를 취하기를 거부한다면, 미군 병력을 투입해 문제를 해결할 것이다. | ” |

미군을 투입하려면 1807년에 제정된 폭동진압법을 발동해야 하는데, 마지막으로 발동했던 때는 1992년 로스앤젤레스 폭동 당시 5월 1일부로 행정명령 12804호를 내렸을 때다.
6월 1일에 미국 상원 의원 톰 코튼은 시위대를 안티파 테러리스트라고 부르며 제101공수사단 등을 보내 시위를 진압하자고 주장했다.

## 폭력과 논란

### 경찰 폭력

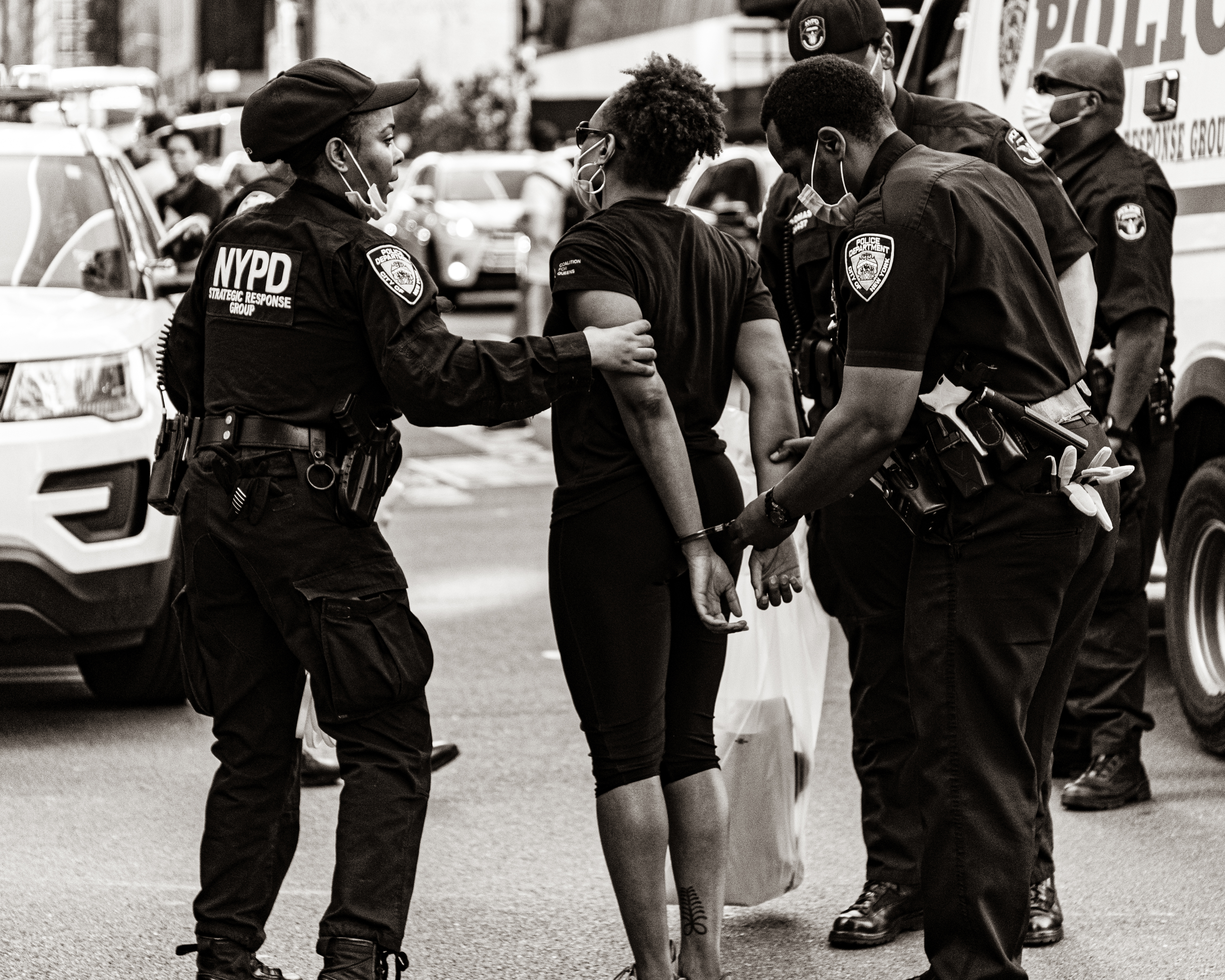
시위자를 체포하는 뉴욕 경찰국 경찰관(2020년 5월 30일 뉴욕)

경찰들이 시위대와 행인, 취재진을 향해 경고 없이 또는 외견상 사유가 없어 보이는 때에 물리력을 공격적으로 행사하고 경찰봉, 최루제, 페퍼 스프레이, 고무탄 등을 쓰는 모습들이 많이 포착됐다. 이러한 사건들은 질서를 확립하기 위해 공격적으로 법을 집행하는 방식이 오히려 긴장 상태를 악화시키고 있다는 우려를 자아냈다. 경찰 측은 이러한 방식은 반달리즘과 방화를 막기 위해 필요하며 경찰관들이 돌멩이나 물병 등에 맞고 있다고 반응했다. 폭력 사태를 두고 국제앰네스티는 보도자료를 내고 시위대를 향한 경찰의 지나친 무력 대응을 자제할 것을 촉구했다.
뉴욕 경찰국 소속 차량이 차량을 둘러싸고 물건을 던지던 시위대를 향해 돌진하는 영상이 찍혔다. 뉴욕 시장 빌 디블라지오는 경찰들의 행동을 옹호하는 한편 진상 조사에 들어갔다. 다른 뉴욕 경찰국 경찰관이 여성 지위자를 '멍청한 년'이라고 부르며 두 손으로 바닥에 밀치는 영상도 찍혔다. 여성은 부상을 입고 병원에서 치료를 받았다. 다른 뉴욕 경찰국 경찰관은 시위자에게 다가가 마스크를 벗기고 얼굴에 페퍼 스프레이를 뿌렸다. 뉴욕 경찰국은 해당 사건을 조사하고 있다고 밝혔다. 솔트레이크시티에서는 한 경찰관이 지팡이를 짚은 노인을 방패로 밀어 쓰러뜨렸다.
5월 30일에 시위 도중 많은 경찰 폭력 사건들이 일어났다. 애틀랜타에서 두 명의 경찰관의 차량의 문을 깨고 타고 있던 여성을 차 밖으로 잡아당긴 뒤 남성에게 테이저로 공격했다. 두 피해자는 시위에 참가했던 대학생으로 확인됐다. 두 경찰관은 지나친 물리력을 행사하는 모습이 담긴 동영상이 공개되고 해고됐다. 그랜드래피즈에서 있었던 시위에서는 그랜드래피즈 경찰국 경찰관이 시위자에게 페퍼 스프레이를 뿌리고 곧바로 머리를 향해 최루제가 담긴 통을 던지는 모습이 찍혔다. 6월 2일 그랜드래피즈 경찰국은 해당 사건과 관련해 내부 조사를 실시하겠다고 밝혔다.
시애틀에서는 한 경찰관이 방화 용의자의 목을 뒤에서 눌렀고, 행인들이 무릎을 치우라고 소리치자 경찰관의 동료가 와서 무릎을 떼어냈다. 시애틀 경찰책임청은 시위가 있었던 주말 동안 경찰들의 행위와 관련해 약 12,000건의 신고를 접수했으며, 그 가운데에는 어린 여성에게 페퍼 스프레이를 뿌렸다거나, 체포된 사람을 주먹으로 때렸다거나, 체포된 사람의 목을 무릎으로 눌렀다거나, 법 집행 행위를 녹화하지 않았다거나, 목표물이 된 상점의 유리창을 깼다는 신고가 있었다.
미국 하원 의원 조이스 베이티와 뉴욕주 상원 의원 젤너 마이리, 프랭클린군 군수 케빈 보이스 등과 같은 아프리카계 미국인 정치인들이 시위에 참가했다가 경찰이 뿌린 페퍼 스프레이에 맞았다.
미국의 대통령 도널드 트럼프가 워싱턴 D.C.에서 화재 피해를 입은 성 요한 교회를 찾았을 때 경찰관들과 국가경비대원들은 진입로를 확보하고자 근처 라피엣 광장에서 평화 시위를 벌이던 시위대를 해산시키기 위해 고무탄과 최루제를 쐈다.

### 시위대 폭력

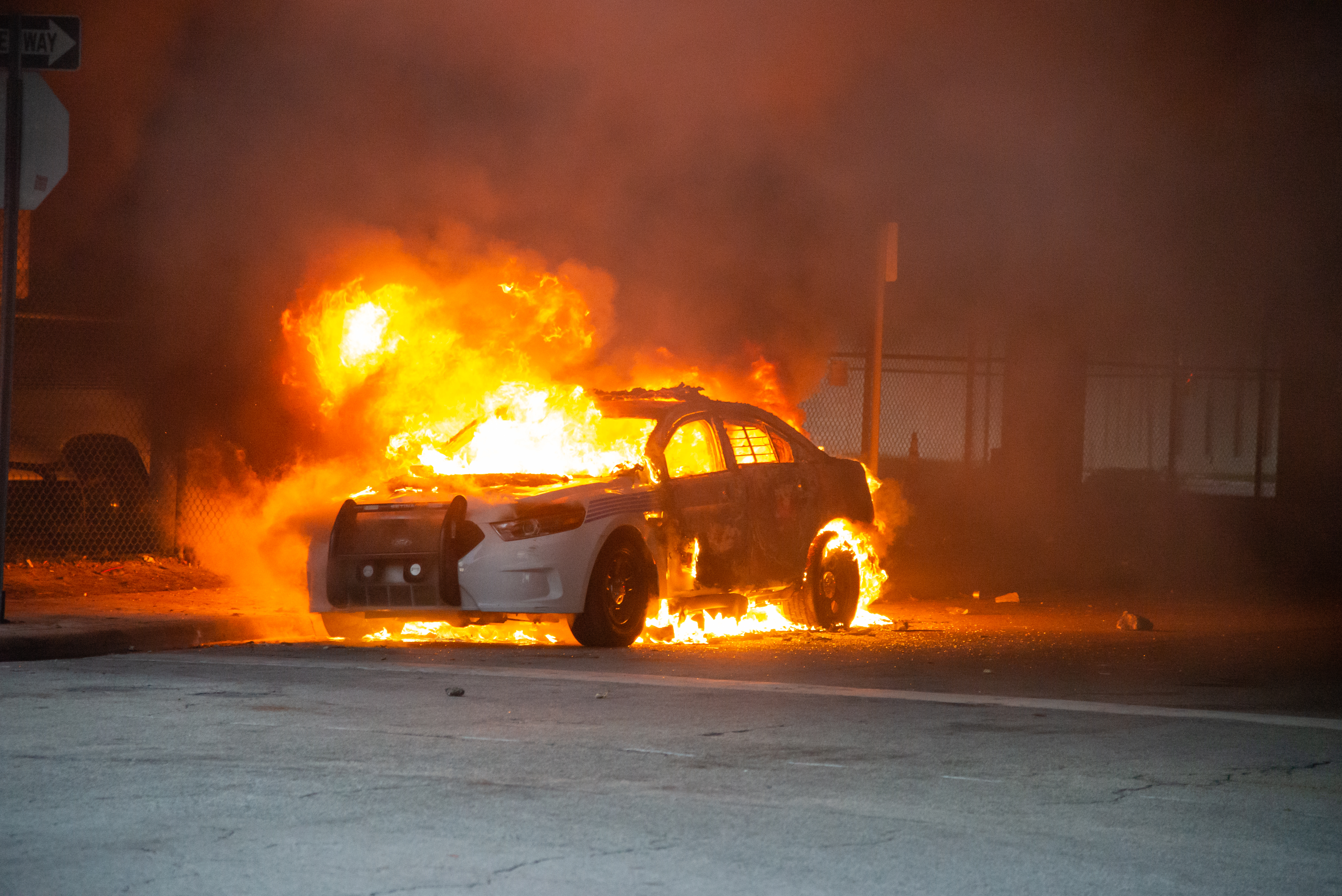
불길에 휩싸인 경찰차(2020년 5월 30일 마이애미)

5월 30일에 샌안토니오에서 경찰관 세 명이 벽돌을 던지던 시위대와 충돌하며 부상을 입었다. 경찰관 두 명은 벽돌에 맞아 부상을 입었다. 애틀랜타에서는 경찰관 맥시밀리언 브루어가 전지형차에 치어 집중 치료를 받았다.
5월 31일에 매디슨에서는 한 경찰관이 시위대에서 깬 유리창의 파편에 눈을 맞았다.
6월 1일에 버펄로에서는 한 차량이 시위대가 모여 있던 경찰 저지선 근처로 돌진했다. 경찰관 두 명이 큰 부상을 입어 병원에서 치료를 받게 됐고 세 명이 체포됐다.
6월 2일에 세인트루이스에서 경찰관 네 명이 총에 맞았다. 뉴욕에서는 경찰관 두 명이 약탈 사건을 처리하던 도중 차량에 치었다. 라스베이거스에서는 경찰관 한 명이 시위대를 해산시키던 도중 머리에 총을 맞고 중태에 빠졌다. 대븐포트에서는 경찰관 세 명이 순찰 도중 총격을 받아 두 명이 부상을 입었다.
6월 3일에 브루클린에서 두 명의 뉴욕 경찰국 경찰관이 약탈로부터 가게를 지키다가 총에 맞았고 한 명은 목을 칼로 찔렸다.

### 약탈과 방화 및 기타 범죄

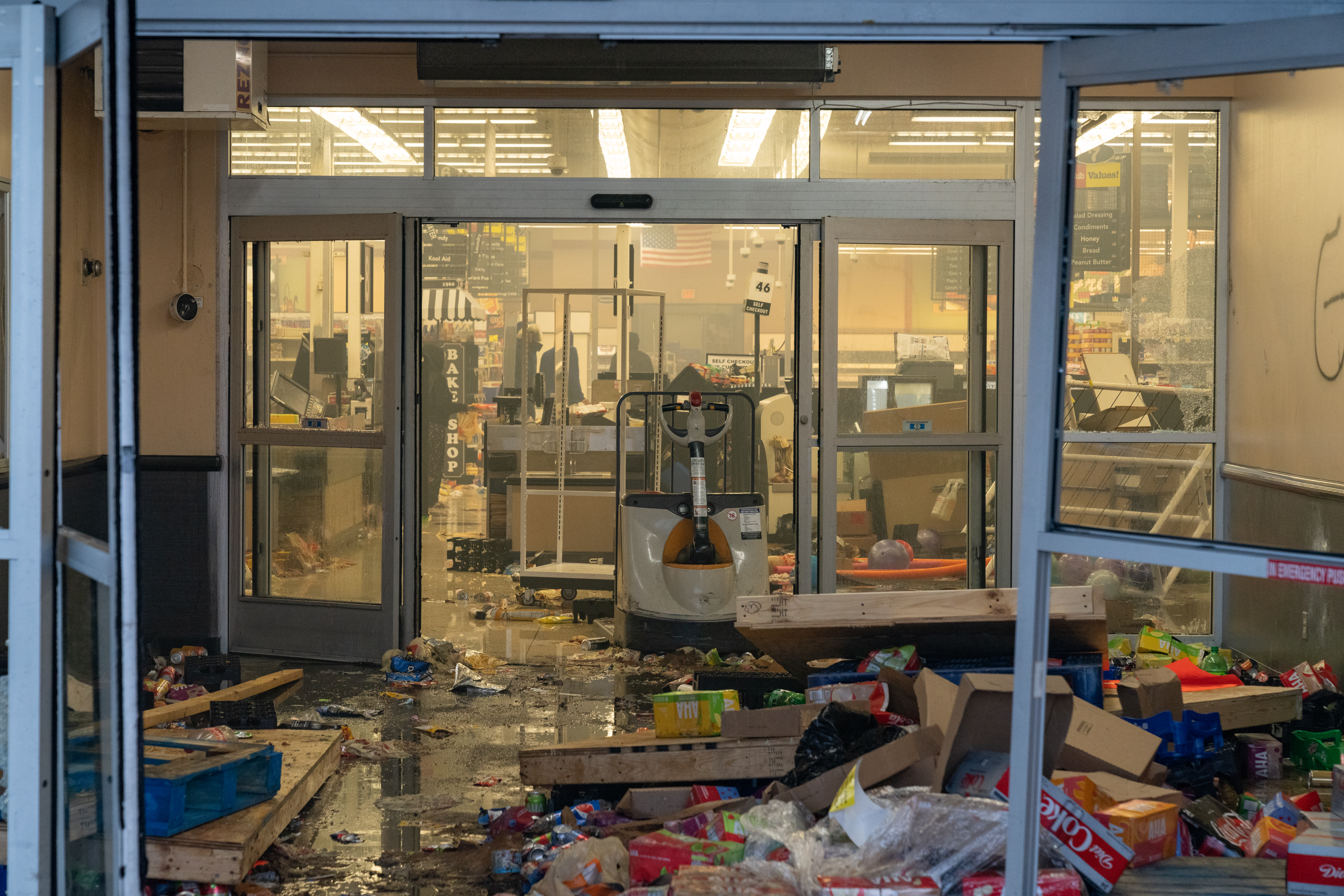
미니애폴리스에서 약탈 피해를 당한 미국 슈퍼마켓

미국 전역에서 가게가 약탈 피해를 입었다. 5월 30일에 한 아프리카계 미국인 남성이 미니애폴리스에서 약탈 피해를 입은 아시아계 가게 주인을 조롱하는 영상을 찍었다가 비난을 받았다. 6월 3일에 시카고에서는 한국계 미국인이 운영하는 옷가게가 약탈당해 35만 달러의 피해를 입었다.

## 사진

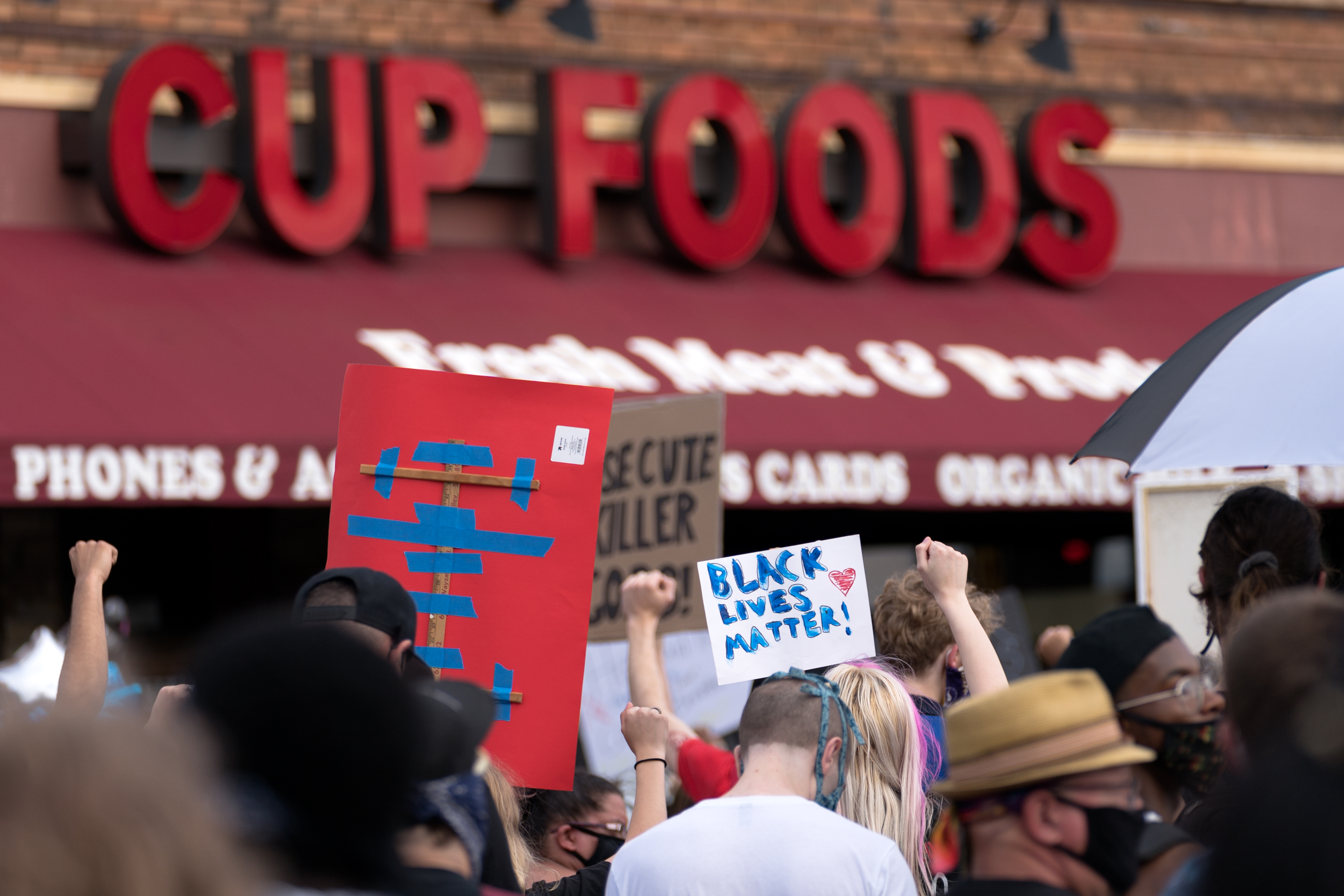
사건 발생일 다음날 사건 현장에 모인 시위자들(5월 26일)
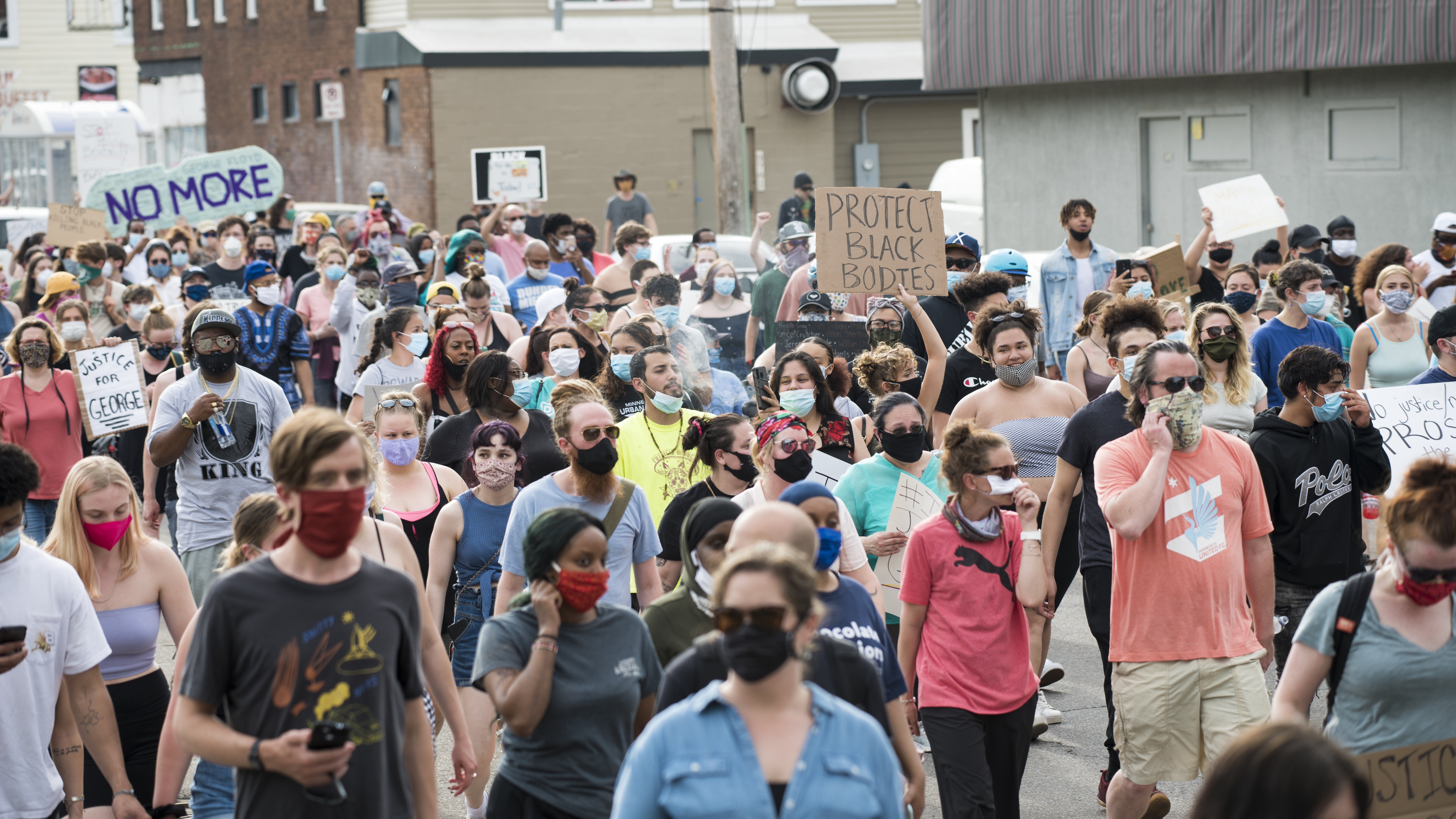
사건에 대한 정의 실현을 주창하며 행진하는 시위자들(5월 26일)
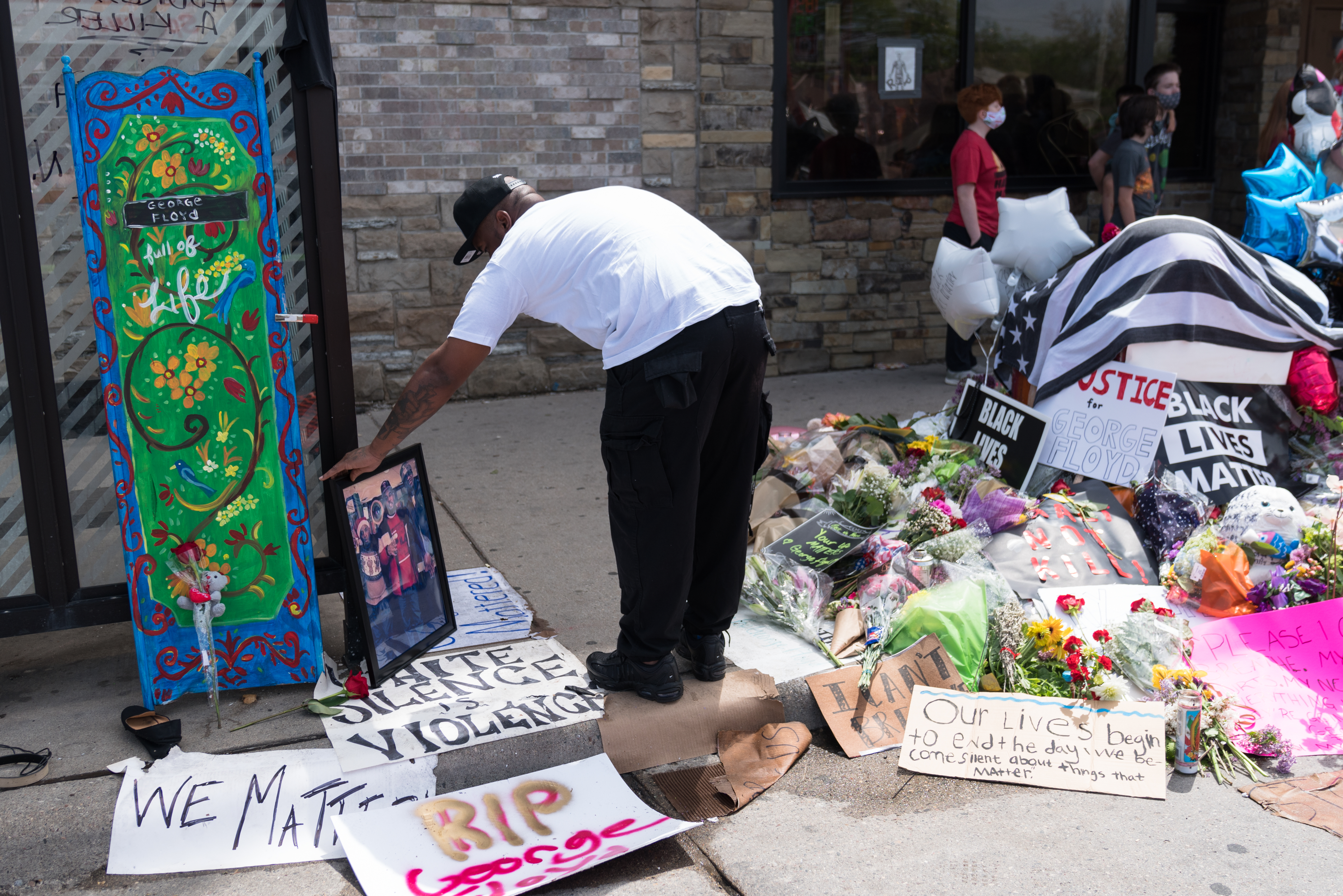
조지 플로이드를 추모하는 한 남성(5월 27일)
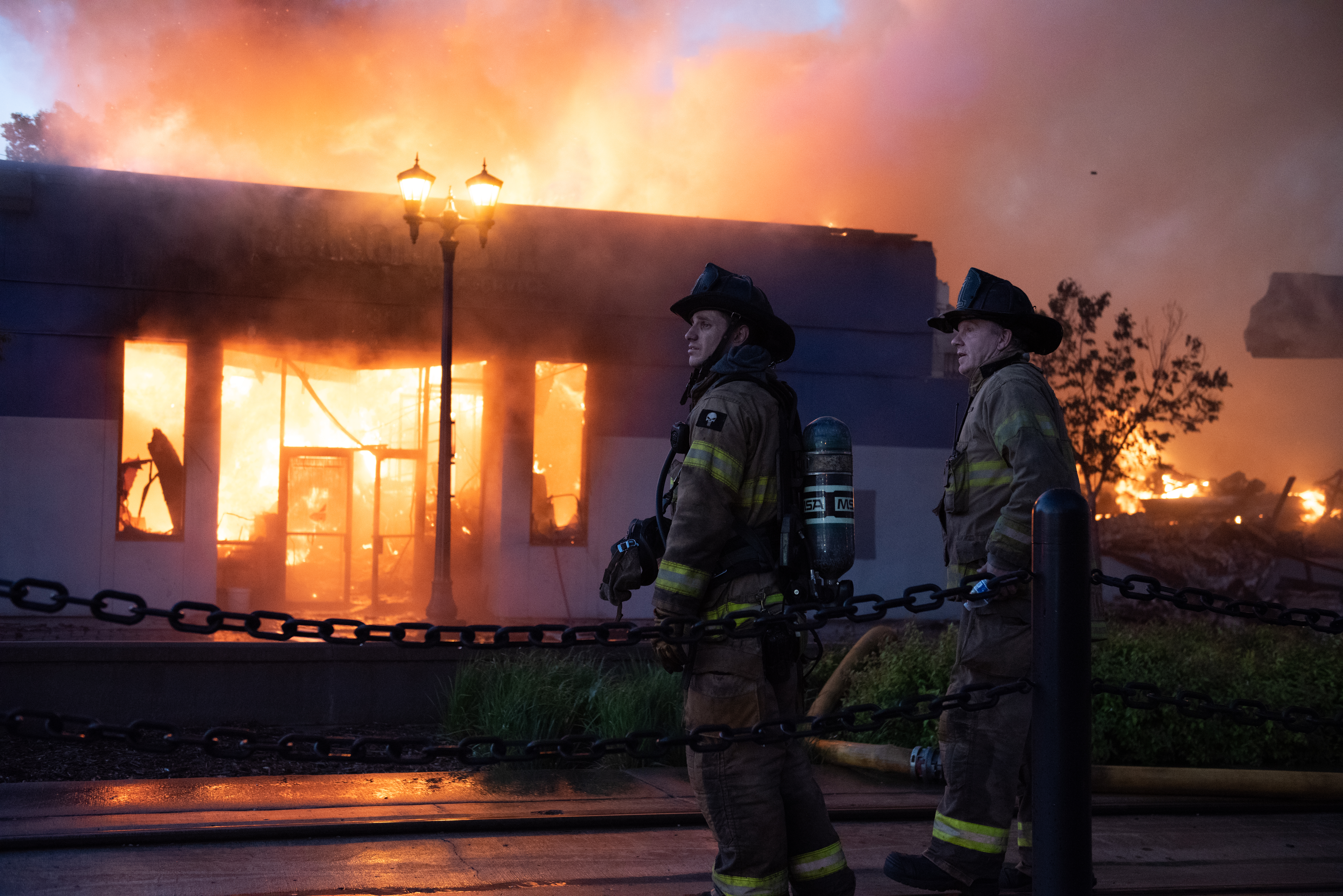
방화로 인한 불길에 휩싸인 건물과 소방관들(5월 28일 미니애폴리스)
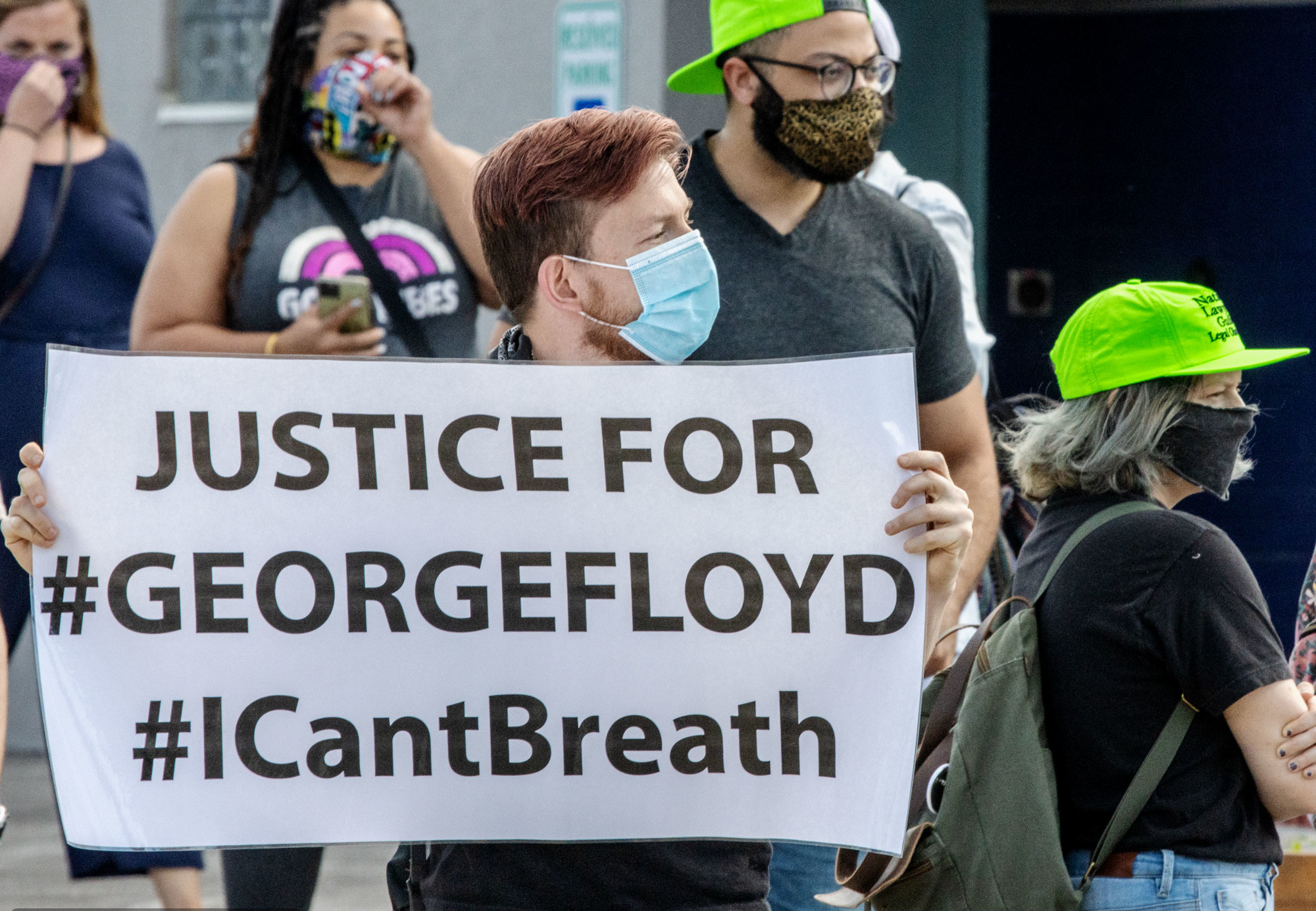
정의 실현을 요구하는 피켓을 든 한 시위자(5월 28일 오하이오주 컬럼버스)
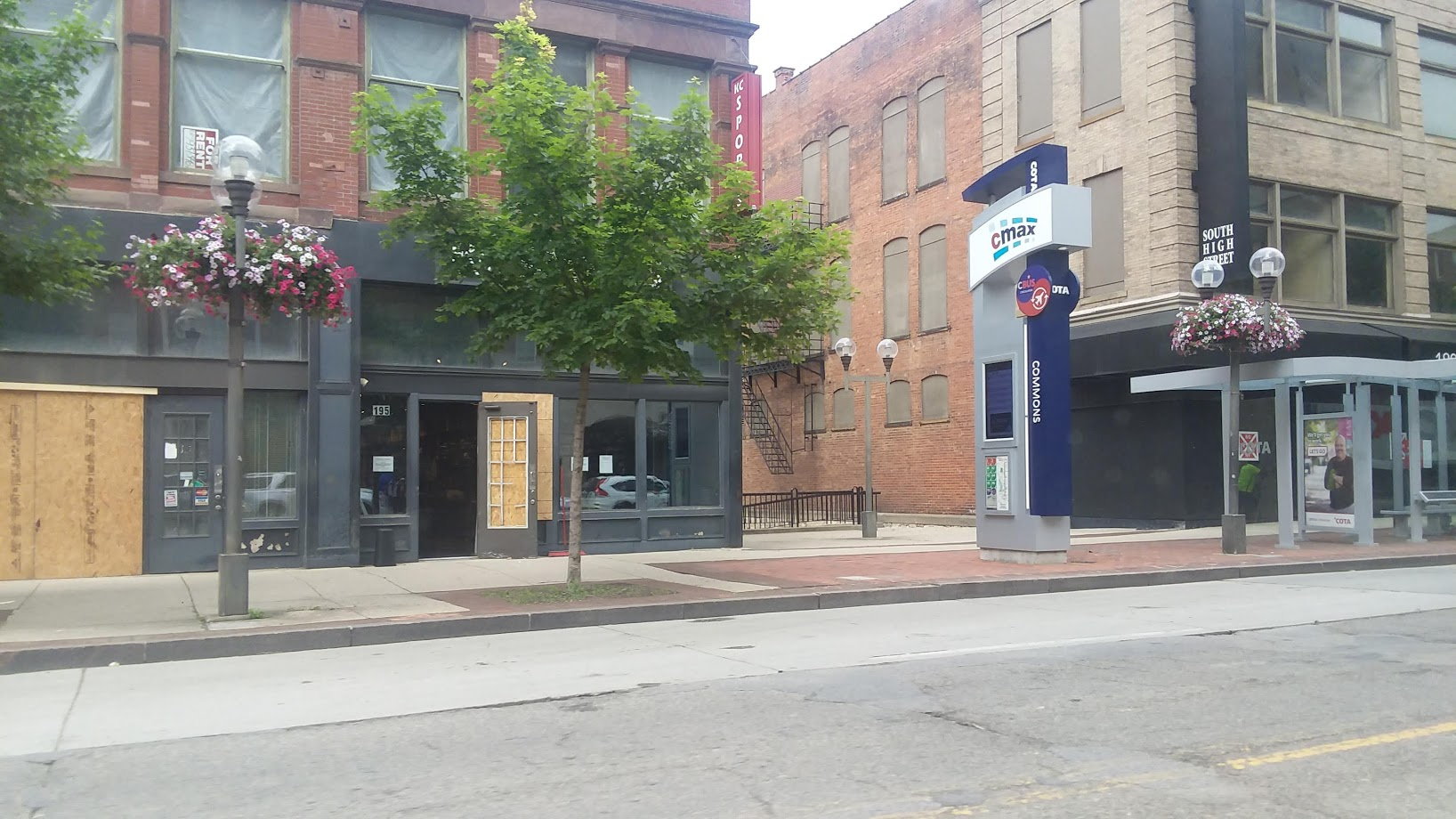
약탈로 인해 피해 입은 가게들(5월 28일 오하이오주 컬럼버스)
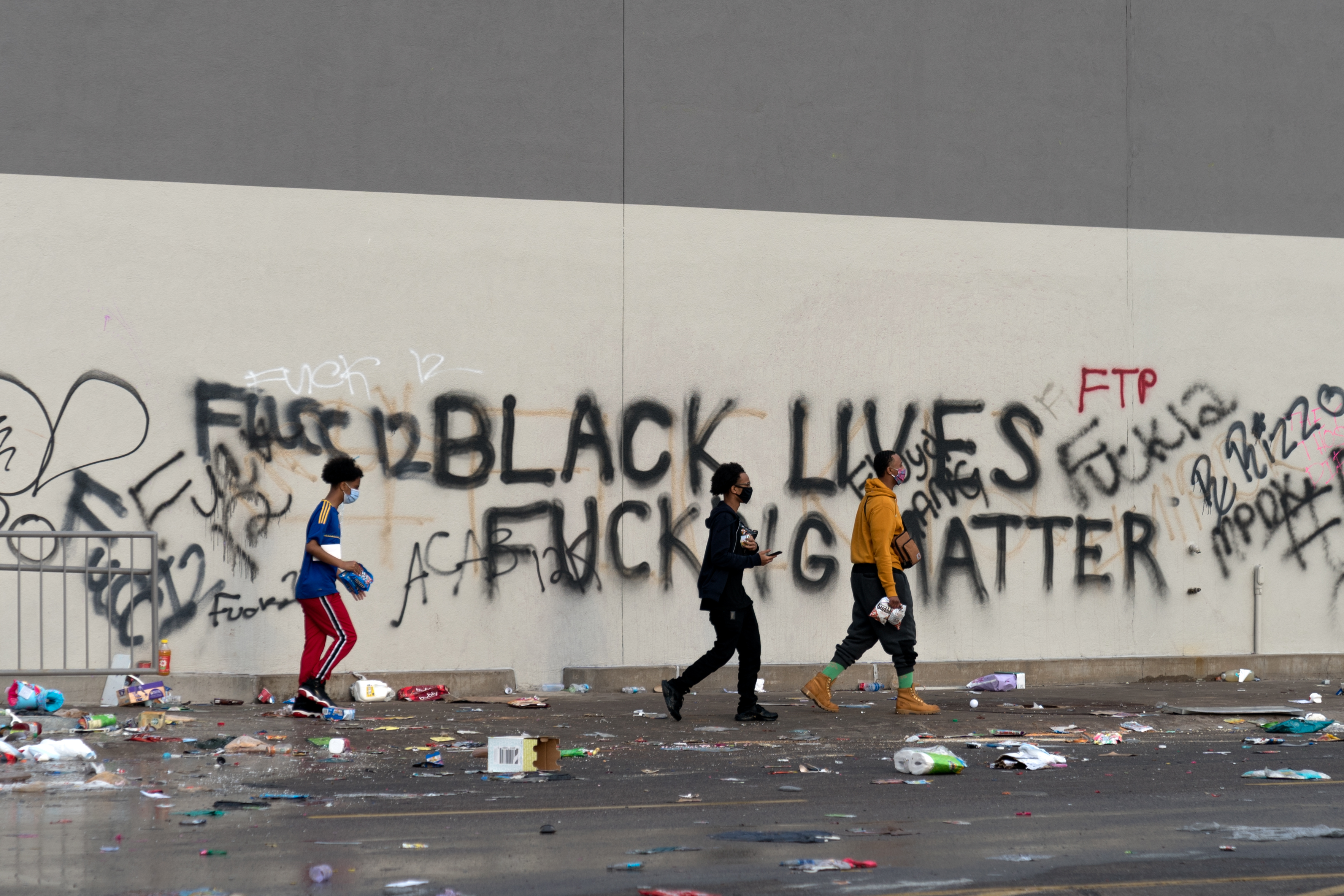
"흑인의 목숨도 중요하다." 등 낙서가 적힌 한 타깃 스토어의 벽면(5월 28일 미니애폴리스)
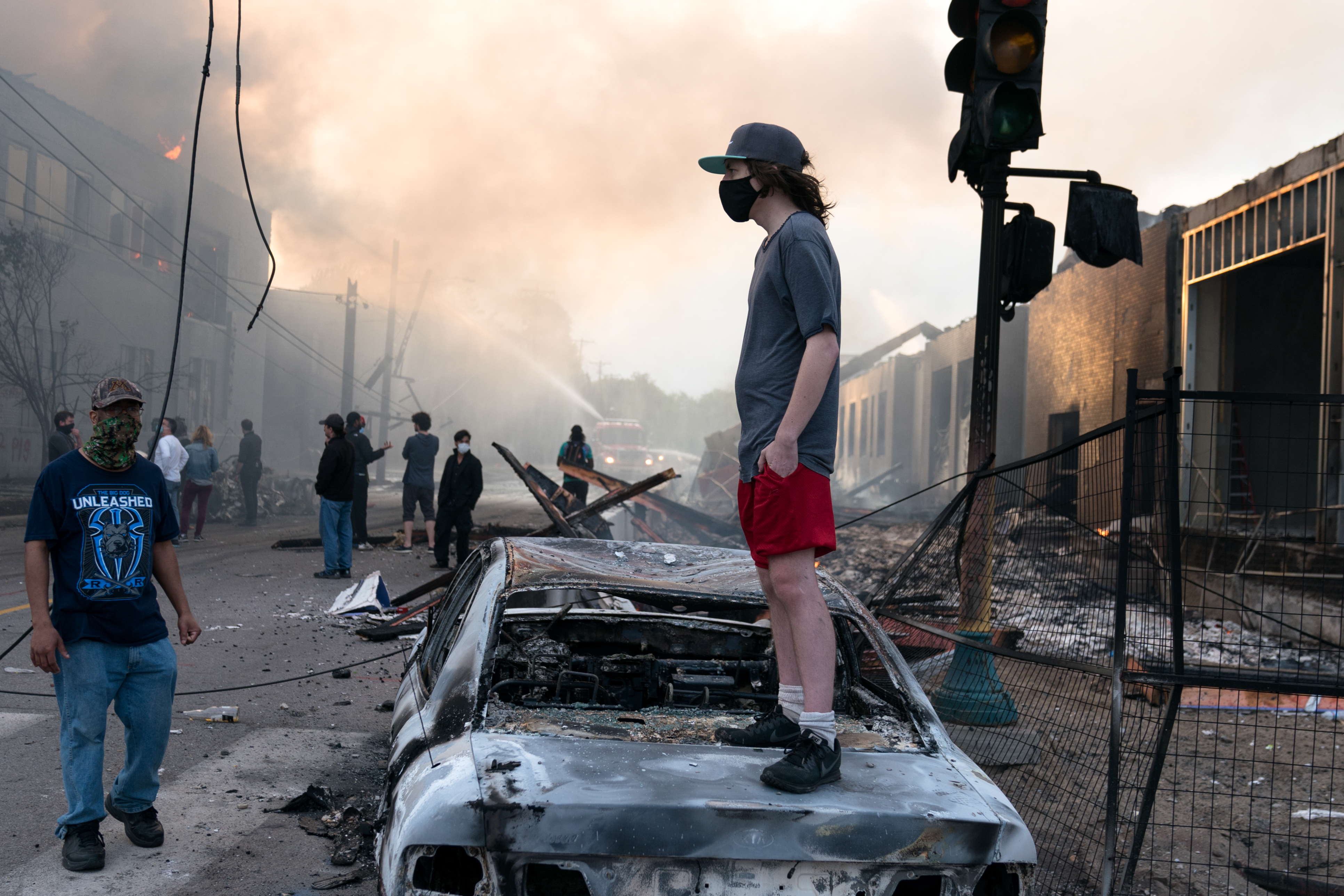
전소한 차 위에 서있는 한 남성(미네소타주 미니애폴리스)
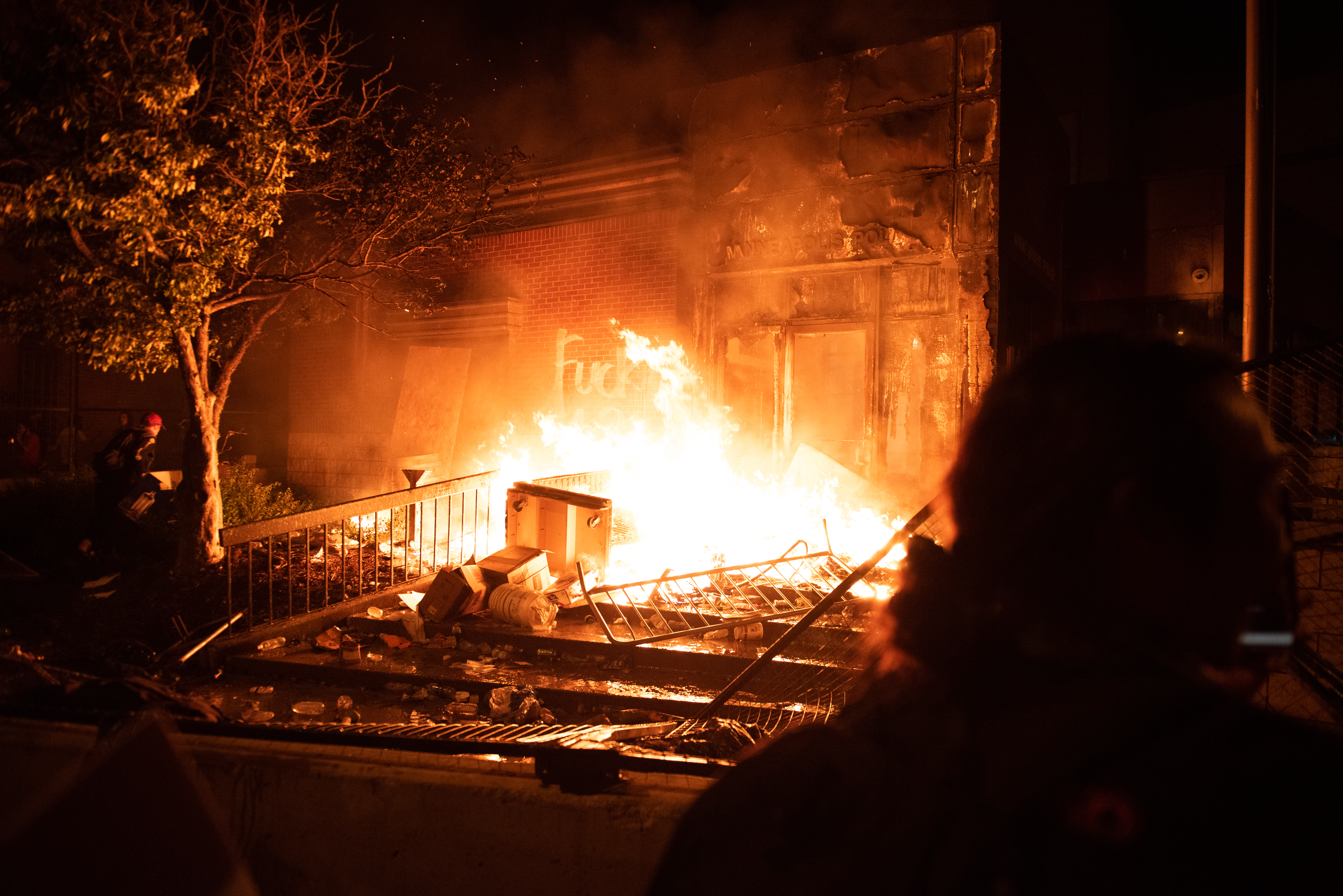
방화로 인해 불길에 휩싸인 미니애폴리스 소재 한 경찰서(5월 28일)
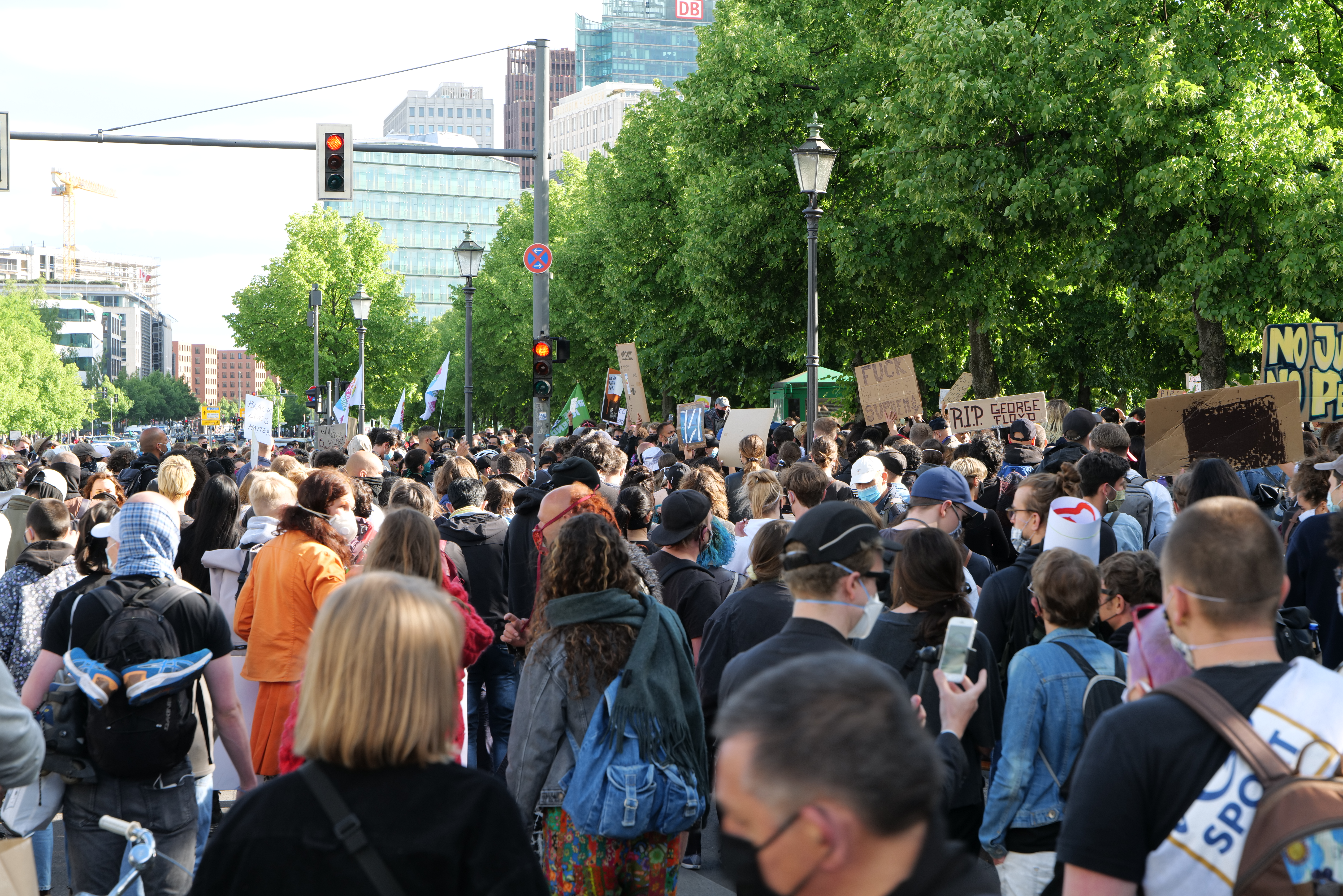
정의 실현을 주창하며 행진하는 시위자들(5월 30일 독일 베를린)
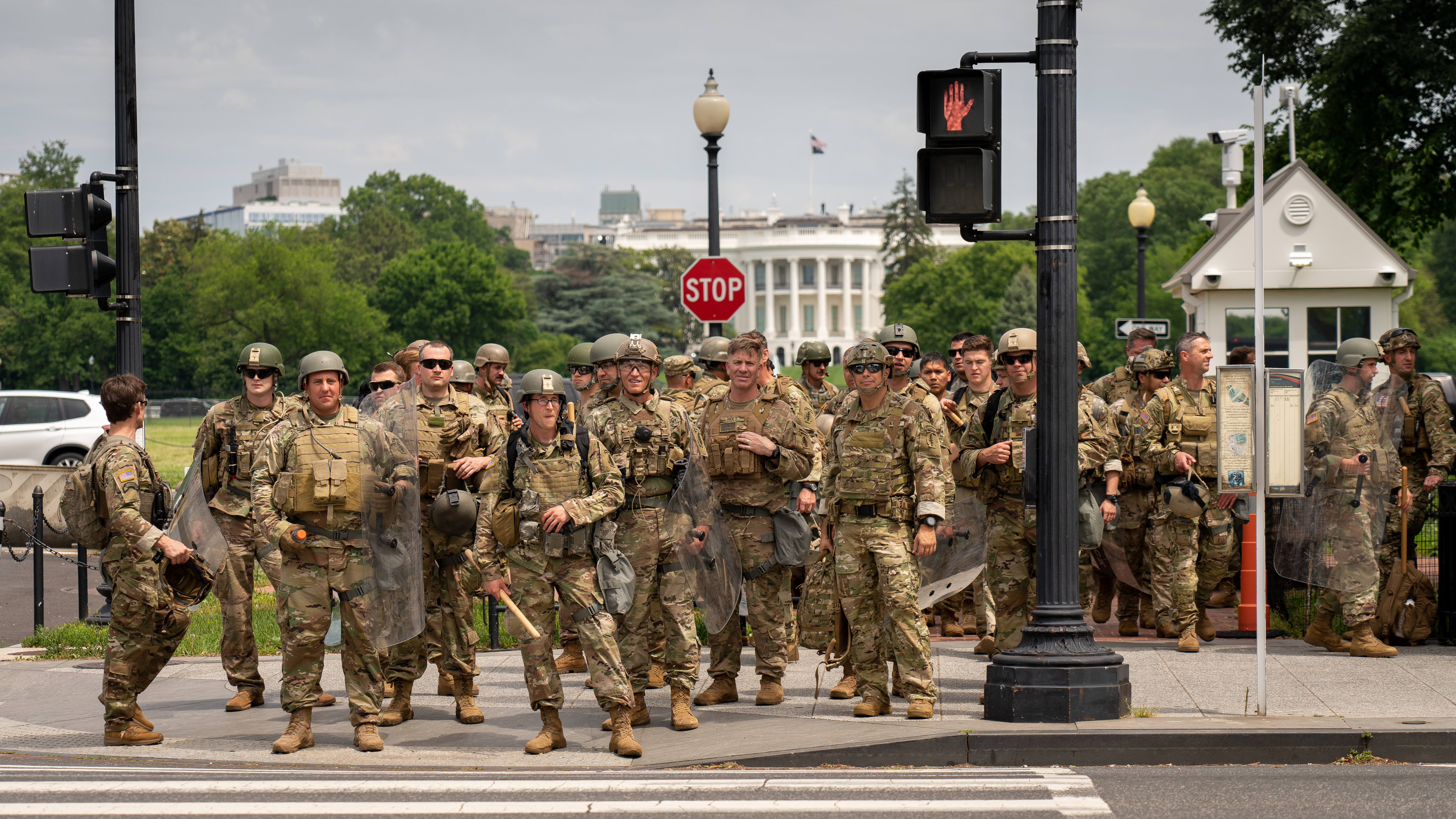
백악관 앞에 대기하는 주 방위군